# How Sweet It Is
How Sweet it Is ist ein Jazzalbum von Loren Stillman. Die am 15. Mai 2001 und 27. Januar 2002 im Acoustic Sound Studio, New York City entstandenen Aufnahmen erschienen am 27. Mai 2003 auf Nagel-Heyer Records.

## Hintergrund
Das Album entstand nach seinem Debütalbum Cosmos, erschienen 1997 auf dem Label Soul Note und in Quartettbesetzung aufgenommen mit dem Pianisten Russ Lossing, dem Bassisten Scott Lee und dem Schlagzeuger Bob Meyer. 2000 wirkte der Altsaxophonist an einem Album der Pianistin Deidre Rodman mit (Sun Is Us, mit Russ Johnson, Tony Malaby, Bob Bowen, Ari Hoenig). Im Jahr darauf entstand Stillmans zweites Album unter eigenem Namen; darauf spielte er erneut mit Scott Lee und Russ Lossing; der Schlagzeuger bei dieser Session war Jeff Hirshfield.

## Titelliste
- Loren Stillman: How Sweet it Is (Nagel Heyer Records – nagel heyer 2031)[2]

1. Between the Devil and God 8:09
2. Happy 6:32
3. Meat 5:42
4. Chicken 7:05
5. How Sweet It Is 3:24
6. Meat Snake 9:15
7. Darling Clementine 6:22
8. Chasing the White Rabbit 9:02

Die Kompositionen stammen von Loren Stillman.

## Rezeption
Scott Yanow verlieh dem Album in Allmusic vier Sterne und schrieb, Loren Stillman, der zum Zeitpunkt dieses Albums erst 21 Jahre alt war, habe eindeutig das Potenzial, ein großer Name im Jazz zu werden. Sein Stil, der zeitweise an Lee Konitz erinnere, klinge lyrisch, suchend und swingend. Seine Musik sei frisch und originell, swingend, aber niemals vorhersehbar. Die anderen Musiker (insbesondere der Pianist Russ Lossing) würden exzellent spielen, aber dieses temporeiche Programm sei größtenteils Stillmans Show und ein sehr beeindruckendes Debüt.
Nach Ansicht von Bud Kopman, der das Album in All About Jazz rezensierte, gehöre das Album zu jenen, deren Musik von den ersten Tönen an Geist und Körper verzaubern. Es sei eine dieser seltenen Veröffentlichungen, die einen bereitwillig in ihren Bann zieht, ohne etwas zu verlangen, und dennoch so verführerisch und kraftvoll klingen, dass die Zeit scheinbar für ihre Dauer stehen bleibt. In Russ Lossing hat Stillman einen Spieler gefunden, der seinem Gespür für die kurvenreiche Linie entspreche, der führt, aber nicht verloren geht. Von allen Titeln würden „Meat“ und „Meat Snake“ am meisten herausstechen. Stillman gelinge hier ein sehr leichter und luftiger Ton auf dem Altsaxophon, der die wunderschöne Melodie von „Meat“ ausrollen lasse. Die Mischung aus Schönheit und Tiefe in der Ballade sei verführerisch.
Das Album erinnere an die Atmosphäre der impressionistischen Produktionen des ECM-Labels von Manfred Eicher, wenn auch mit mehr Wärme, meinte Owen Cordle in JazzTimes. Stillmans Melodien seien die Art von Songs, die bei der Aufführung rhythmische Elastizität vom Typ Keith Jarrett, Paul Bley und Herbie Hancock inspirieren. So habe „Meat Snake“ einen gebrochenen Jazz-Rock-Beat und führe den Pianisten Russ Lossing in stürmisches, Cecil-Taylor-ähnliches Territorium. Bassist Scott Lee und Schlagzeuger Jeff Hirshfield würden das Quartett mit feinem Feingefühl und einem breiten Erfahrungsschatz abrunden. Vielleicht sei Stillmans größter Vorteil an diesem Punkt seine Entscheidung (und Fähigkeit), sowohl introspektiv als auch lebhafter zu spielen. Er drücke seine Ideen und Emotionen in einer reifen, nuancierten Weise aus.